# Gavia adamsii
La strolaga beccogiallo (Gavia adamsii G.R.Gray, 1859) è un uccello che appartiene alla famiglia Gaviidae.

## Etimologia del nome e storia della classificazione
Descritta per la prima volta dallo zoologo inglese George Robert Gray nel 1859 sulla base di un esemplare raccolto in Alaska, la strolaga beccogiallo è una specie monotipica, senza sottospecie nonostante la sua ampia gamma di diffusione. È strettamente correlata alla strolaga maggiore, a cui assomiglia molto per piumaggio e comportamento; alcuni tassonomi considerano le due specie come forme allopatiche delle stesse superspecie. Si pensa che entrambi si siano evoluti da una popolazione di strolaghe dalla gola nera che colonizzò il Neartico e furono successivamente tagliate fuori da altre popolazioni.
Il nome del genere Gavia deriva dal latino "miagolio del mare", usato dall'antico naturalista romano Plinio il Vecchio. L'epiteto specifico adamsii onora Edward Adams, un chirurgo navale e naturalista britannico che ha disegnato e raccolto numerose specie, inclusa questa, in diversi viaggi nell'Artico. Si pensa che la parola inglese "loon" derivi dal lom svedese, dal norvegese antico o dal lómr islandese, o  dall'antico olandese, in cui significa "zoppo" o "goffo", ed è un probabile riferimento alla difficoltà che tute le strolaghe si muovano sulla terra in maniera impacciata si riferisce al metodo "sottomarino" della famiglia di cacciare le prede, mentre "becco giallo" è un riferimento alla fattura distintamente pallida dell'uccello.

## Descrizione e diffusione
Lunghezza: 80–90 cm.

Peso: 4.100-6.000 g.

Apertura alare: 140–150 cm.

La strolaga beccogiallo è la più grande strolaga, dalle dimensioni paragonabili a quelle di un'oca. Gli adulti hanno una testa nera, bianca nelle parti inferiori e manto bianco e nero a quadretti. Il piumaggio invernale è marroncino con il mento e il collo bianchi. Il principale tratto distintivo, per cui si distingue dalla strolaga maggiore, è il becco bianco-avorio, che presenta la mandibola superiore diritta e quella inferiore più angolata. È la strolaga più rara e meno conosciuta. Il verso rispetto alla strolaga maggiore sembra più acuto e meno pieno. 

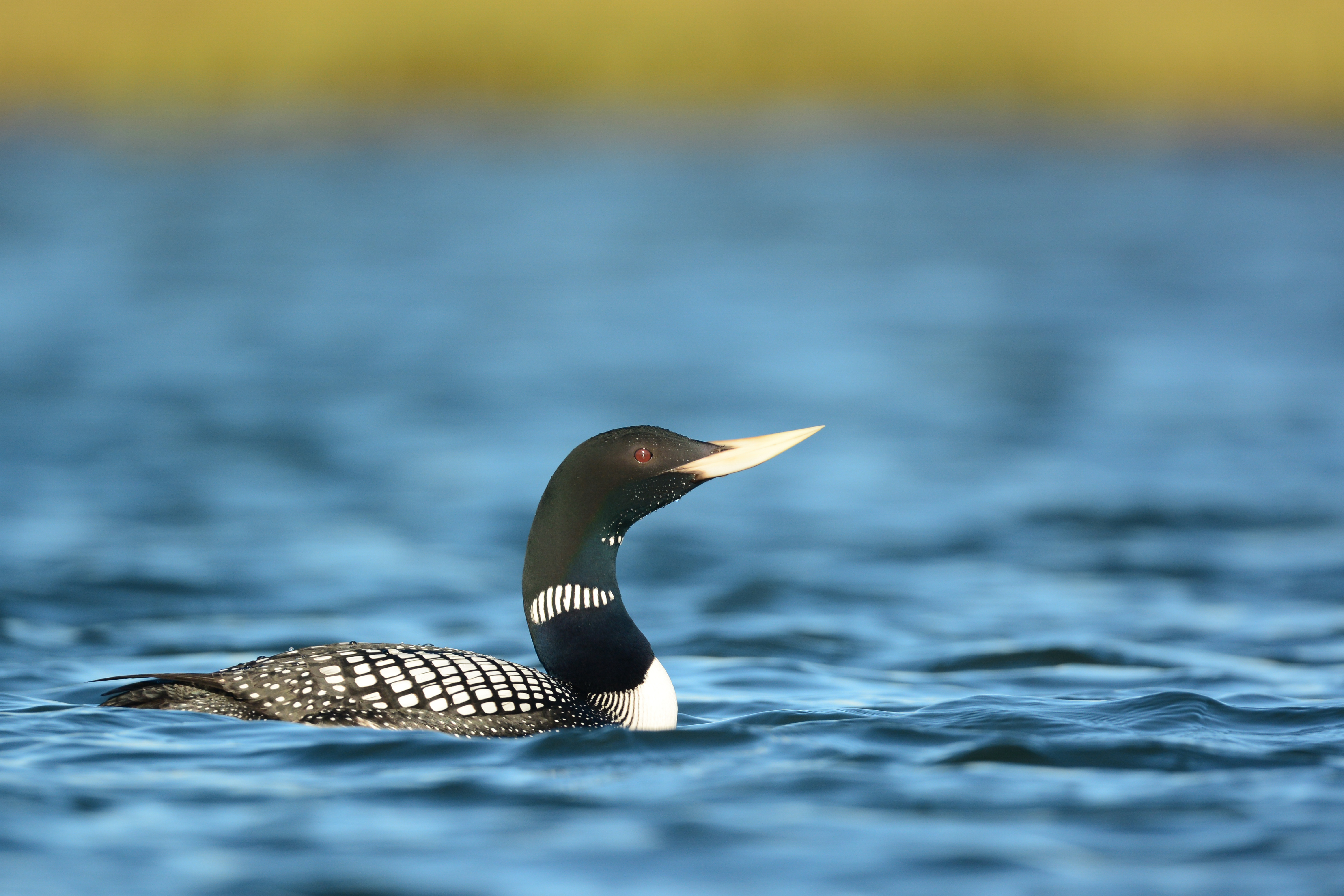
Strolaga beccogiallo in abito nuziale

La strolaga becco giallo è una specie artica, che si riproduce principalmente lungo le coste dell'Oceano Artico a nord del 78 ° parallelo Nord e sverna sulle acque costiere riparate dell'Oceano Pacifico settentrionale e sulla costa nord-occidentale della Norvegia. È stata registrata come nidificante in Russia, Canada e Stati Uniti. Sebbene sverni principalmente a nord del 50 ° parallelo Nord, la sua fascia invernale si estende a sud fino a 35 ° parallelo Nord al largo delle coste del Giappone, ed è stata registrata come errante in più di 20 paesi, compresi alcuni nel lontano sud come il Messico e la Spagna. In Italia è stata registrata come accidentale con poco più di 4 osservazioni.

## Conservazione
Nel 2010, l'IUCN (Unione Internazionale per la Conservazione della Natura) ha cambiato lo status della strolaga beccogiallo da minore preoccupazione a quasi minacciato, in quanto la specie sembra essere in un declino demografico "moderatamente rapido". Un livello insostenibile di raccolta di sussistenza da parte delle popolazioni indigene è stato specificamente indicato come la principale minaccia. 
La strolaga dal becco giallo è una delle specie alle quali si applica l'Accordo sulla conservazione degli uccelli acquatici migratori eurasiatici africani (AEWA), nelle Americhe, è protetta dal Trattato sugli uccelli migratori del 1918.